# Раделгар (Беневенто)
Раделгар (на латински: Radelgarius Princeps, † 854) e лангобардски принц на Беневенто в Херцогство Беневенто през 851 – 854 г.

## Биография
През 851 г. Раделгар поема управлението на Беневенто след смъртта на баща му Раделчис I. Майка му се казва Каретруда.
През 854 г. го последва неговият брат Аделчис (854 – 878), понеже неговият син Вайфер (878 – 881) е още много млад. Той има и една дъщеря, която се омъжва за княз Ландо III от Капуа.